# Calypso Botez
Calypso Botez, née en 1880 à Bacău et morte en 1933, est une écrivaine roumaine, une suffragette et une militante pour les droits des femmes dans son pays.

## Biographie
Diplômée de l'université Alexandru Ioan Cuza de Iași, elle s'installe à Bucarest et devient enseignante dans une école secondaire. Elle est ensuite la présidente de la Croix-Rouge à Galați.En 1917, elle co-fonde, avec Maria Baiulescu, Ella Negruzzi et Elena Meissner, l'association Asociaţia de Emancipare Civil şi Politică a Femeii Române ou l'Union Roumaine des Femmes (UFR).
Elle écrit sur les droits des femmes en soulignant que le premier article de la Constitution roumaine stipule que tous les citoyens sont égaux. Elle fait campagne pour la réforme des pouvoirs du gouvernement, les droits des femmes et la réforme du droit des divorces. Elle co-fonde, en 1921, le Consiliul Naţional al Femeilor Române .

## Œuvres
Calypso Botez a écrit entre autres :
- Problema drepturilor femeii române [La question des droits des femmes en Roumanie], (1919),
- Problema feminismului. O sistematizare a elementelor lui [La question du féminisme. Tentative de regroupement de ses éléments], (1920),
- Drepturile femeii în constituţia viitoare [Les droits de femmes dans la future Constitution], (1922),
- Drepturile femeii în viitorul Cod Civil [Les droits des femmes dans le futur Code Civil], (1924),
- Rapport sur la situation juridique de la femme, (1932).